# 黑紫斑蝶
黑紫斑蝶（Blue-banded King Crow，學名：Euploea eunice），又名黑紫斑蝶、圓紫斑蝶、藍紋紫斑蝶。是蛺蝶科斑蝶亞科中的一個屬。

## 描述
本種為中型斑蝶，具雌雄二型性。整體體色黑褐，具白色斑點與線紋。雄蝶頭部、胸部與腹部皆為黑褐色，散布白點；下唇鬚外側具白斑。前足跗節癒合，呈匕狀並具毛。腹側及腹面各有一列藍白斑點。
前翅長41-54 mm，外型寬闊，前緣與後緣略凸，翅頂鈍圓；後翅呈圓形。翅背面黑褐泛藍紫光澤，前翅外側與亞外緣具藍白或紫白小斑點，數量與形狀變化大；CuA2室常見1至2條藍白短紋。後翅前緣至中室有明顯銀白或灰黃色斑塊，為特化鱗。翅腹面為褐色，前翅後半部有灰色斑塊，CuA1室中央具橢圓白斑；前、後翅亞外緣均有兩列白色小點。緣毛黑白相間，氣味刷為淡褐色。
雌蝶與雄蝶相似，但前翅外緣與後緣為直線，無性標；原灰色斑塊區域被灰白色鱗片取代，前足跗節分節、有爪、無毛。
和小紫斑蝶外型類似，惟前翅背面中央有一或兩個大白斑。雄蝶前翅後緣成弧形突出，後翅背面中室附近有一片灰褐色性斑；雌蝶前翅後緣則呈一直線。

## 分佈
主要分佈於東南亞，包括中國國內的海南、廣東、台灣及 越南、馬來西亞、印尼、菲律賓、婆羅洲。
在台灣主要分布於台灣北、東、南三地低海拔山區，西部數量不及上述區域。

## 棲地
主要棲息於海岸林、常綠闊葉林，也常見於都市綠地。飛行緩慢，喜愛訪花；秋季會遷飛至南臺灣度冬，是「紫蝶幽谷」的成員之一。
幼蟲以桑科榕屬植物為食，如榕樹、大葉雀榕、雀榕、白肉榕、牛奶榕、天仙果與薜荔等。

## 圖片

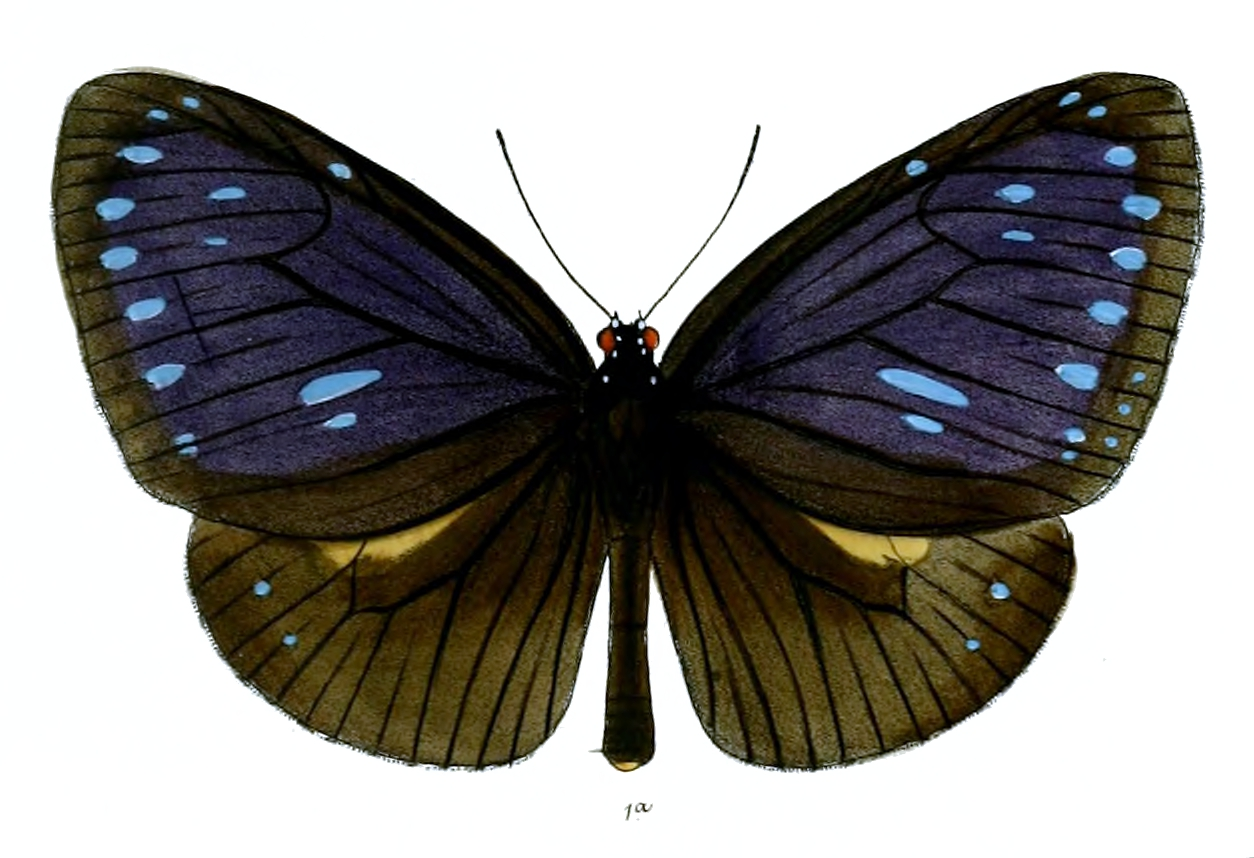
翅面圖繪
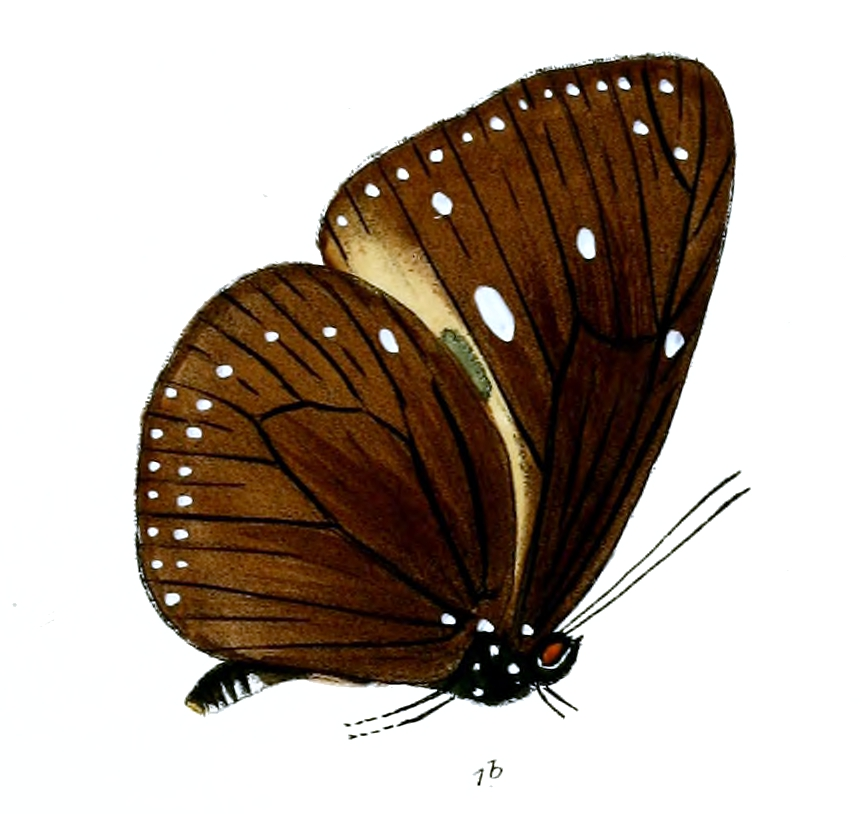
翅底圖繪